# Hunan Television
La Hunan Television (in cinese 湖南卫视S, Húnán WèishìP), è un canale televisivo cinese, proprietà della Hunan Broadcasting System. Fondata nel 1997, ed è attualmente il secondo canale più guardato della Cina, secondo solo a CCTV-1, di proprietà della China Central Television, anche se la Hunan STV occasionalmente ha superato CCTV-1 negli indici d'ascolti. Il segnale di Hunan TV copre gran parte della Cina, tra cui Macao, Hong Kong, Taiwan e oltreoceano (Hunan STV World) in Nord America, Giappone, Australia, Europa e altri paesi e regioni. A partire dal 28 settembre 2009, il canale trasmette in alta definizione.

## Storia del logo
L'idea originale del logo di Hunan TV riguarda un pesce bianco e un chicco di grano dorato, a simboleggiare che «L'Hunan è una terra di abbondanza e una terra in cui scorrono latte e miele». Il colore giallo chiaro e dorato del logo simboleggia lo spirito del popolo hunanese, con l'ottimismo, il coraggio e la creatività. Il pubblico si riferisce al canale televisivo con il nomignolo Mango TV, che è stato accettato da Hunan TV come nome ufficiale, poiché la forma del suo logo è molto simile a quella di un mango dorato. Il soprannome è particolarmente utile in quanto vi sono 22 province e il nome ufficiale del canale può essere facilmente confuso con gli altri canali televisivi del Paese.

## Popolarità
L'HSTV è stato il canale televisivo satellitare più visto nelle province del Paese per 4 anni consecutivi. Nel 2009, HSTV è stata la seconda televisione satellitare più vista in Cina. Inoltre è stato inserito nella "Top 500 China Brand" per due anni consecutivi.
Nel 2012, l'indice d'ascolto della HSTV era sceso alla sesta posizione dei canali televisivi satellitari in Cina a causa dell'ascesa dei canali Jiangsu Television e Zhejiang Television. Later HSTV had placed a popular television program "Jīnyīng dú bō jùchǎngat金鹰独播剧场" 19:30, and had launched multiple entertainment program such as "Bǎi biàn dà kā xiù百变大咖秀", "I am a singer",  then HSTV's viewing rate went back to number 1.
Fino al 2013, l'HSTV copre oltre un miliardo della popolazione cinese. 358 milioni di abitanti hanno affermato di apprezzare i programmi del canale satellitare, mentre 210 milioni di persone guardano HSTV ogni giorno. La piattaforma online di HSTV ha raggiunto oltre i 730 milioni di visualizzazioni. Inoltre, si tratta del canale televisivo più citato nei social media della Cina.

## Storia dello sviluppo
Il 20 maggio 2009, il canale televisivo ha lanciato HunanTV World per Hong Kong; è diventato il primo "canale internazionale" consentito del canale.

## Trasmissioni passate
Nel settembre 2005, la HSTV ha acquistato il drama coreano Dae Jang-geum in onda in prima serata. L'amministrazione statale della stampa, pubblicazione, radio, cinema e televisione aveva adottato politiche relative ai programmi televisivi d'oltremare, prevedendo che nessun programma d'oltremare può essere trasmesso tra le 19:00 e le 22:00. La HSTV è stata costretta a spostare Dae Jang-geum dopo le 22:00. Nel primo orario è stato sostituito da programmi d'intrattenimento. La prima notte di trasmissione del drama, l'indice d'ascolto fu il doppio rispetto alla media.